# 傑夫·明特
杰夫·明特（英語：Jeff Minter，1962年4月22日—），英國独立電子遊戲设计师、程序员，经常以Yak名義開發作品。他是软件公司Llamasoft的创始人；自1981年開發Sinclair ZX80游戏以來，职业生涯中创作了数十款游戏。明特主要開發街机风格清版射擊遊戲。